# Palais national de Belém
Pour les articles homonymes, voir Belém (homonymie).
Le palais national de Belém (en portugais : Palácio Nacional de Belém) est la résidence officielle du président de la République portugaise. Il est situé face à la place Afonso de Albuquerque, à proximité du centre historique du quartier de Belém et du monastère des Hiéronymites à Lisbonne. 
Les cinq bâtiments qui composent la façade principale du bâtiment datent de la seconde moitié du XVIIe siècle.